# Хрушов (Рожњава)
Хрушов (слч. Hrušov) насељено је мјесто са административним статусом сеоске општине (слч. obec) у округу Рожњава, у Кошичком крају, Словачка Република.

## Становништво
| Година:    | 1994. | 2004.   | 2014.   | 2024.   |
| ---------- | ----- | ------- | ------- | ------- |
| Број људи: | 360   | 345     | 336     | 331     |
| Разлика:   |       | -4,16 % | -2,60 % | -1,48 % |

| Година:    | 2023. | 2024.   |
| ---------- | ----- | ------- |
| Број људи: | 335   | 331     |
| Разлика:   |       | -1,19 % |

Према подацима о броју становника из 2011. године насеље је имало 341 становника.